# Nekrolog 1375
Nekrolog
◄◄
| ◄
| 1371
| 1372
| 1373
| 1374
| 1375 | 1376 | 1377 | 1378 | 1379 | ► | ►►
Weitere Ereignisse | Allgemeiner Nekrolog 1375
Die Beschreibung der verstorbenen Person sollte so kurz wie möglich gehalten sein und nur deren signifikante Tätigkeit(en) enthalten.
Neue Namen ggf. auch unter dem Geburts- und Sterbedatum, also etwa unter 1. Januar und im Geburts- und Sterbejahr (2024) eintragen (nur bei entsprechender großer Wichtigkeit). Für Beispiele siehe die schon vorhandenen Artikel.
Außerdem über die fünf zuletzt Verstorbenen, zu denen es einen ausreichend guten Artikel für eine Präsentation auf der Hauptseite gibt, nach der todesbedingten Überarbeitung der Artikel ggf. auch unter Wikipedia Diskussion:Hauptseite informieren und sie am besten auch in den anderen Wikipedia-Sprachversionen eintragen. Tipp: Regelmäßig bei news.google.de nach „ist tot“, „gestorben“ oder „verstorben“ suchen.
Wenn eine Person gestorben ist, gibt es viele Seiten zu dieser Person in der Wikipedia, die davon auch betroffen sind und entsprechend aktualisiert werden müssen. Beispiele: Namenübersichtsseite, Geburtsjahr, Geburtsort-Seiten und viele mehr.
Wie finde ich die betroffenen Seiten?
Im Suchfeld auf der linken Seite gibt man den Suchbegriff so ein: „Vorname Nachname“. Dann klickt man auf Volltext und alle Seiten mit entsprechendem Suchtext werden aufgerufen. Hier sieht man dann schnell, wo auch das Todesjahr Sinn macht oder sogar ein Teil des Artikels angepasst werden muss. Auch hilft das „Werkzeug“ auf der linken Seite sehr gut, um solche Seiten aufzufinden: „Links auf diese Seite“. Somit ist die Wikipedia wieder aktuell in allen Bereichen! Hinweis: bei Eintragung der Kategorie „Gestorben JAHR“ wird der Missbrauchsfilter 49 ausgelöst, was jedoch nicht schlimm ist. Siehe: Spezial:Missbrauchsfilter/49
Dies ist eine Liste von im Jahr 1375 verstorbenen bekannten Persönlichkeiten. Die Einträge erfolgen innerhalb der einzelnen Daten alphabetisch sortiert. Tiere sind im Nekrolog für Tiere zu finden.

## Januar
| Tag        | Name              | Beruf, bekannt als                  | Alter | Beleg |
| ---------- | ----------------- | ----------------------------------- | ----- | ----- |
| 31. Januar | Margaret Drummond | Mätresse und Königin von Schottland |       |       |

## Februar
| Tag     | Name      | Beruf, bekannt als        | Alter | Beleg |
| ------- | --------- | ------------------------- | ----- | ----- |
| Februar | Jakob IV. | Titularkönig von Mallorca | 38    |       |

## März
| Tag      | Name              | Beruf, bekannt als            | Alter | Beleg |
| -------- | ----------------- | ----------------------------- | ----- | ----- |
| 4. März  | Aymon de Cossonay | Bischof von Lausanne          |       |       |
| 26. März | Peter von Oppeln  | Bischof von Lebus (1366–1375) |       |       |

## April
| Tag       | Name                               | Beruf, bekannt als                              | Alter | Beleg |
| --------- | ---------------------------------- | ----------------------------------------------- | ----- | ----- |
| 16. April | John Hastings, 2. Earl of Pembroke | englischer Feldherr im Hundertjährigen Krieg    | 27    |       |
| 20. April | Eleonore von Sizilien              | Königin von Aragón (1349–1375)                  |       |       |
| 21. April | Elisabeth von Meißen               | wettinische Prinzessin, Burggräfin von Nürnberg | 45    |       |

## Mai
| Tag     | Name                                | Beruf, bekannt als              | Alter | Beleg |
| ------- | ----------------------------------- | ------------------------------- | ----- | ----- |
| 5. Mai  | Johannes von Hildesheim             | deutscher Theologe (katholisch) |       |       |
| 26. Mai | Konrad II. von Kirchberg-Wallhausen | Bischof von Meißen              |       |       |
| Mai     | Stephan II.                         | Herzog von Bayern               |       |       |

## Juli
| Tag      | Name                 | Beruf, bekannt als                                                         | Alter | Beleg |
| -------- | -------------------- | -------------------------------------------------------------------------- | ----- | ----- |
| 5. Juli  | Karl III.            | Graf von Alençon und Erzbischof von Lyon                                   |       |       |
| 10. Juli | Gottfried II.        | Graf von Habsburg-Laufenburg, Landgraf im Klettgau, Herr zu Alt-Rapperswil |       |       |
| 27. Juli | Benesch von Weitmühl | Hofchronist sowie Leiter der Bauhütte des Veitsdoms unter Karl IV.         |       |       |

## August
| Tag        | Name                        | Beruf, bekannt als                           | Alter | Beleg |
| ---------- | --------------------------- | -------------------------------------------- | ----- | ----- |
| 18. August | Ralph Dacre, 3. Baron Dacre | englischer Adeliger und Politiker            |       |       |
| August     | Heinrich                    | Herzog von Schleswig oder auch Sønderjylland |       |       |

## September
| Tag           | Name                              | Beruf, bekannt als                               | Alter | Beleg |
| ------------- | --------------------------------- | ------------------------------------------------ | ----- | ----- |
| 1. September  | Philippe de Valois, duc d’Orléans | Herzog von Orléans und Touraine, Graf von Valois | 39    |       |
| 2. September  | Margaret de Percy                 | englische Adelige                                |       |       |
| 11. September | Friedrich II. von Bülow           | Bischof von Schwerin                             |       |       |

## Oktober
| Tag                  | Name                      | Beruf, bekannt als                                     | Alter | Beleg |
| -------------------- | ------------------------- | ------------------------------------------------------ | ----- | ----- |
| 17. oder 18. Oktober | Paolo Alboino della Scala | Herr von Verona                                        |       |       |
| 18. Oktober          | Peter Lacy                | englischer Geistlicher, Lordsiegelbewahrer (1367–1371) |       |       |
| 18. Oktober          | Cansignorio della Scala   | Herr von Verona                                        | 35    |       |
| 24. Oktober          | Waldemar IV.              | König von Dänemark                                     |       |       |

## November
| Tag          | Name                                       | Beruf, bekannt als                  | Alter | Beleg |
| ------------ | ------------------------------------------ | ----------------------------------- | ----- | ----- |
| 11. November | Edward le Despenser, 1. Baron le Despenser | englischer Adliger und Militär      | 39    |       |
| 12. November | Johann Heinrich                            | Graf von Tirol, Markgraf von Mähren | 53    |       |
| 22. November | Adelheid Langmann                          | deutsche Nonne und Mystikerin       |       |       |

## Dezember
| Tag          | Name                 | Beruf, bekannt als           | Alter | Beleg |
| ------------ | -------------------- | ---------------------------- | ----- | ----- |
| 8. Dezember  | Rudolf IV. von Nidau | Graf von Neuenburg-Nidau     |       |       |
| 21. Dezember | Giovanni Boccaccio   | italienischer Schriftsteller |       |       |

## Datum unbekannt
| Tag | Name                   | Beruf, bekannt als                                   | Alter | Beleg |
| --- | ---------------------- | ---------------------------------------------------- | ----- | ----- |
|     | Ibn asch-Schatir       | arabischer Astronom, Mathematiker und Erfinder       |       |       |
|     | Philipp von Bickenbach | Landkomtur, dann Deutschmeister des Deutschen Ordens |       |       |
|     | Isabel le Despenser    | englische Adlige                                     |       |       |
|     | Sönam Gyeltshen        | Sakya Thridzin                                       |       |       |